# Comunità montana Monti della Tolfa
La Comunità montana dei Monti della Tolfa è una delle comunità montane del Lazio, sita nella città metropolitana di Roma Capitale. Consta di due soli comuni:
- Allumiere
- Tolfa